# أحمد السفرجلاني
أحمد بن عبد الله السَّفَرجَلاني (1818 - 1893) شاعر سوري من أهل القرن التاسع عشر الميلادي. ولد في دمشق ونشأ فيها ودرس على علماء زمانه. كان له موهبة العزف، وذا صوت شجيّ. نظم شعرًا وموشّحات بأغراض متنوّعة ومناسبات شتّى، ضاع معظمه. من مؤلفاته كتاب «السفينة الأدبية في الموسيقى العربية». توفي في دمشق.

## سيرته
ولد أحمد بن عبد الله السفرجلاني في دمشق سنة 1818 م/ 1234 هـ ونشأ بها. تلقى علومه عن علماء زمانه، وانتسب إلى الطريقة الخلوتية العمرية، وكان يقود حلقات الذكر في الجامع الأموي.

توفي في دمشق سنة 1893م/ 1312 هـ.

## شعره
كان السفرجلاني فناناً شاملاً، يغني ويلحّن الأناشيد، ويتطارح الشعر، فكانت شخصيته أقوى تأثيراً من شعره. كان ذا صوت شجي، كما كان عازفاً ماهراً على العود، وله مساجلات شعرية مع شعراء عصره. من شعره بعنوان جفاء للمحبوب: